# 復讐の歌が聞える
『復讐の歌が聞える』（ふくしゅうのうたがきこえる）は、1968年9月17日に松竹が配給した映画。原作は石原慎太郎の『青い殺人者』で、石原自らが脚本を担当した。原田芳雄の映画デビュー作、当時、原田が所属していた俳優座と提携で製作され、俳優座所属俳優の東野英治郎、中村敦夫、浜田寅彦らが脇を固めた。またこの作品で貞永方久と山根成之が監督に昇進し2人で監督を務めた。
かつて全てを奪われた男が、10年の時を経て出所し、復讐を企てる姿を描いた作品である。

## キャスト
- 原田芳雄: 竹中克巳
- 内田良平: 城所譲二
- 岩本多代: 由起子
- 織本順吉: 杉良
- 中村敦夫: 安川
- 福田豊土: 富田
- 浜田寅彦: 浅井
- 滝田裕介: 三島
- 東野英治郎: 看守Ａ

## スタッフ
- 監督 : 貞永方久、山根成之
- 脚本 : 石原慎太郎
- 撮影 : 酒井忠、金宇満司
- 製作 : 岸本吟一、佐藤正之
- 編集 : 福井貞男
- 音楽 : 真鍋理一郎

## 同時上映
- 『小さなスナック』